# Viperești
Viperești è un comune della Romania di 3 706 abitanti, ubicato nel distretto di Buzău, nella regione storica della Muntenia.
Il comune è formato dall'unione di 6 villaggi: Mușcel, Pălici, Rușavăț, Tronari, Ursoaia, Viperești.